# Chrysometa marta
Chrysometa marta là một loài nhện trong họ Tetragnathidae.
Loài này thuộc chi Chrysometa. Chrysometa marta được Herbert W. Levi miêu tả năm 1986.